# 사이파 FC

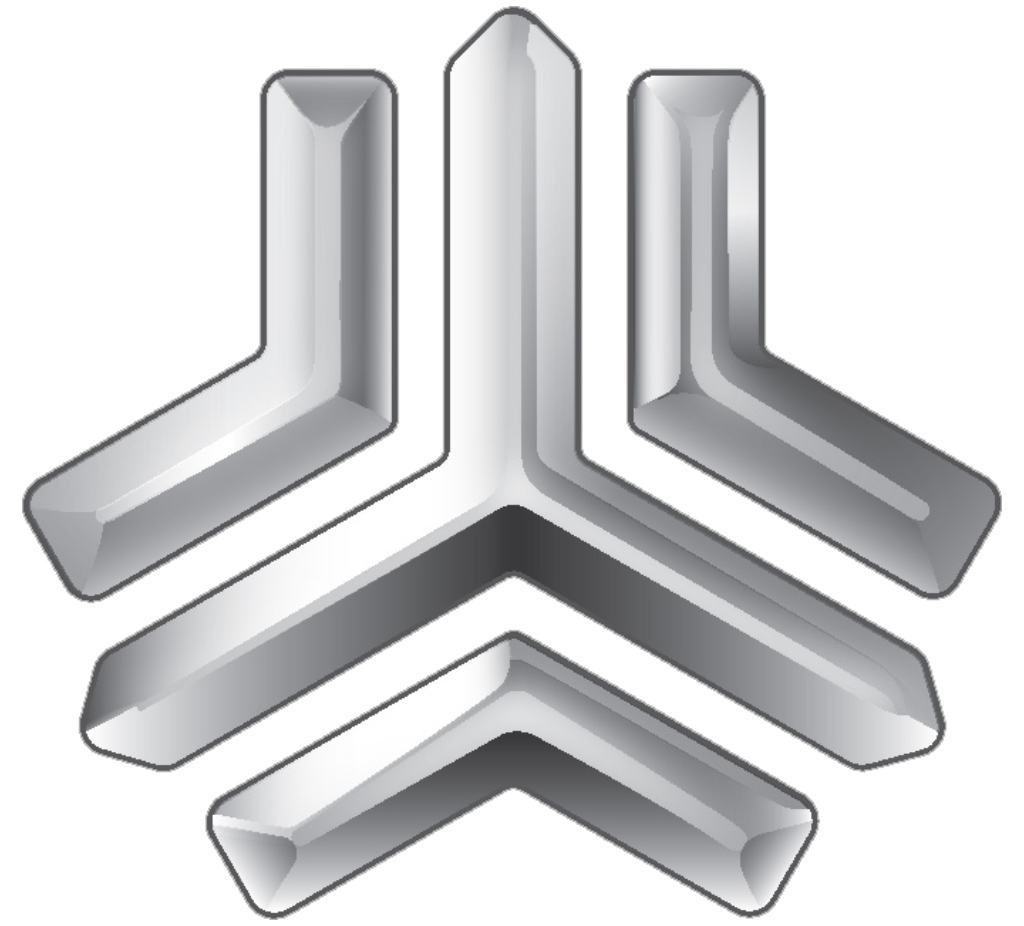

사이파 FC(페르시아어: باشگاه فوتبال سايپا, 영어: Saipa Football Club)는 이란의 축구 클럽으로 테헤란 주의 카라지를 연고로 1989년에 창단 되었고 현재 페르시안 걸프컵에서 활동하고 있다.
사이파 FC의 소유주는 이란의 자동차 생산업체인 사이파이다.

## 역사
1989년에 사이파는 축구팀을 창설하기로 하고 테헤란 지역 리그의 4부 팀을 인수하여 명칭을 변경하였다. 1990년에는 테헤란 3부 리그에서 활동하였고, 다음해인 1991년에는 테헤란 2부 리그에서 활동하였다. 그 후 테헤란 1부 리그에서 활동하였다. 1부 리그에 참가한 뒤에 테헤란 지역 우승을 차지하여 그 당시의 이란 최고 리그였던 아자데간 리그에 참가할 수 있게 되었다. 아자데간 리그에 참가한 첫 시즌인 1993-94시즌에 리그 우승을 차지하였고, 다음 해에도 우승을 차지하며 연속 우승을 하였다. 하지만 1995-96시즌에 리그 최하위를 기록하며 2부 리그로 강등되었다. 그 후 다시 승격하여 알리 다에이를 감독으로 삼아 2006-07시즌에 우승을 차지하였다.

## 선수 명단

### 현역
참고: FIFA 자격 규정에 따라 소속된 국가대표팀 국기를 표시합니다. 선수는 복수의 FIFA 비회원국 국적을 가지고 있을 수 있습니다.
| 번호 | 포지션 | 국적 | 이름 |
| ---- | ------ | ---- | ---- |

| 번호 | 포지션 | 국적 | 이름 |
| ---- | ------ | ---- | ---- |

## 역대 감독
| 감독                | 임기      |
| ------------------- | --------- |
| 베르너 로란트       | 2006      |
| 알리 다에이         | 2006~2008 |
| 피에르 리트바르스키 | 2008      |
| 엔긴 프라토         | 2013~2014 |
| 호세인 파라키       | 2016~2017 |
| 알리 다에이         | 2017~2019 |
| 에브라힘 사데기     | 2019~2021 |

## 역대 우승 기록
- 이란 프로 리그

우승 (3): 1994, 1995, 2007
- 하즈피 컵

우승 (1): 1995